# إيلا لولا
إيلا لولا (بالإنجليزية: Ella Lola)‏ هي ممثلة أمريكية، ولدت في 2 سبتمبر 1883 في بوسطن في الولايات المتحدة، وتوفيت في عقد 1960.

## وصلات خارجية
- إيلا لولا على موقع IMDb (الإنجليزية)
- إيلا لولا على موقع قاعدة بيانات الفيلم (الإنجليزية)